# Carl Hold
Carl Hold (* 10. September 1871 in Stockum; † 17. November 1946 in Essen) war ein deutscher Manager im Ruhrbergbau.

## Leben und Wirken
Der Bergmannssohn Carl Hold besuchte die Volksschule und beendete 1897 eine Ausbildung zum Steiger, wobei er die Bergvorschule in Witten besuchte, worauf von 1894 bis 1897 die Bergvorschule in Bochum folgte. 
Danach arbeitete er zwei Jahre als Steiger auf der Essener Zeche Carolus Magnus, bevor er als Obersteiger zur Zeche Vereinigte Rosen- und Blumendelle kam, die zum von Hugo Stinnes und August Thyssen gegründeten Mülheimer Bergwerks-Verein gehörte. Ab 1900 war Carl Hold Betriebsführer der Stinnes-Zeche Victoria Mathias und ab 1. Juli 1906 Grubeninspektor dieser sowie der Zechen Mathias Stinnes, Carolus Magnus, Graf Beust und Friedrich Ernestine. 1908 wurde er Betriebsdirektor dieser Zechen, worauf er 1912 Bergwerksdirektor und am 15. Dezember 1923 Generaldirektor aller Stinnes-Zechen wurde. Unter anderem führte Hold die Kohlenstaubfeuerung ein. Nachdem sich die RWE-Zechen von den Stinnes-Zechen getrennt hatten, übernahm Hold die Oberleitung der RWE-Zechen Friedrich-Ernestine, Graf Beust und Victoria-Mathias.

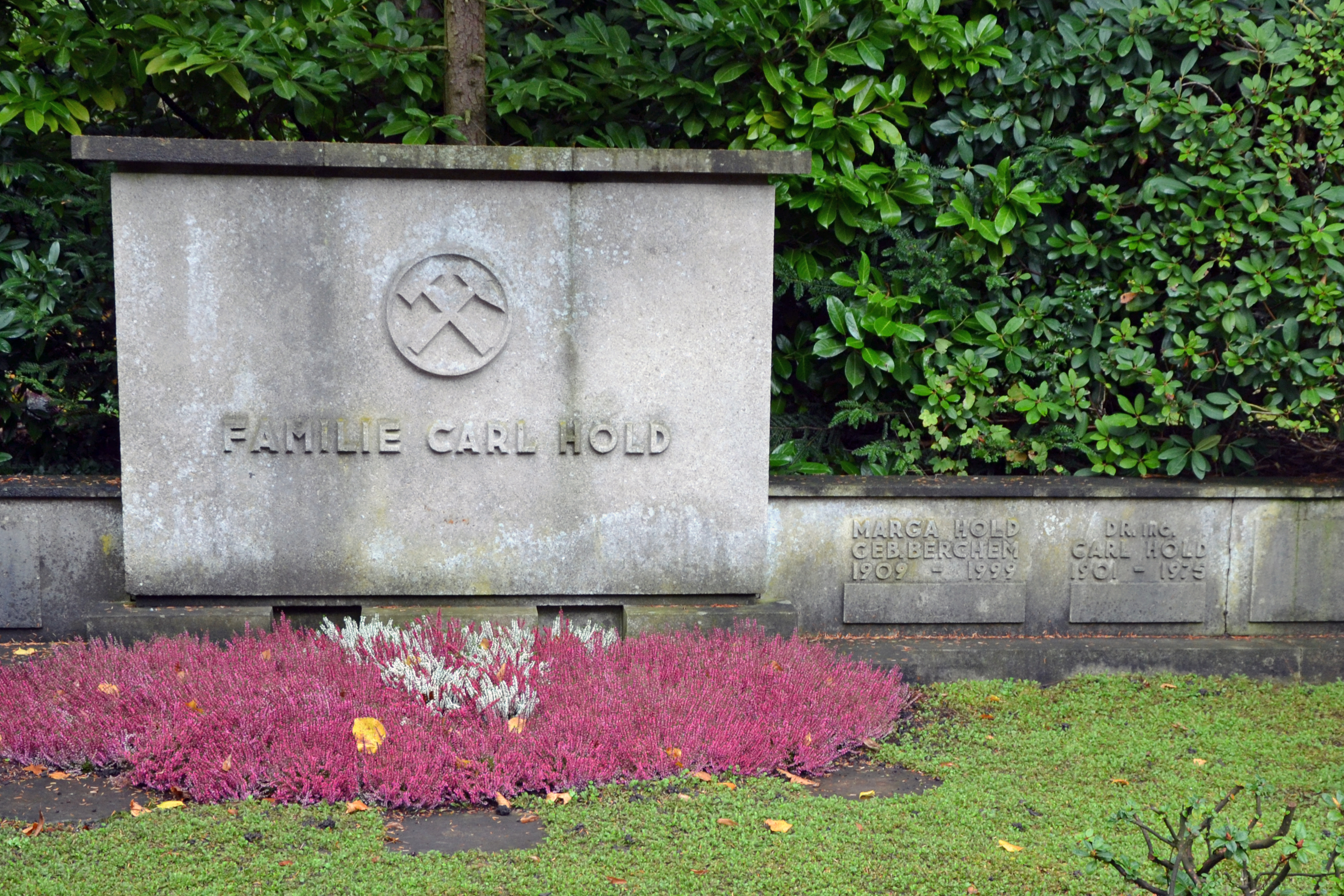
Grabmal auf dem Friedhof Bredeney

Ab 1921 war Carl Hold Mitglied im Vorstand der RWE AG sowie in weiteren Aufsichtsräten, Kuratorien und Vorständen anderer Unternehmen. Zudem war er Mitglied des Kreistags und des Kreisausschusses Essen. Als Vertreter der Fachgruppe Bergbau im Reichsverband der Deutschen Industrie war Hold von 1920 bis 1929 Mitglied des Provinziallandtags der Rheinprovinz für die Deutsche Volkspartei. 
Außerdem war Carl Hold langjähriger Gemeindevorsteher in Karnap und zwischen 1915 und der Eingemeindung zur Stadt Essen 1929 Ehrenbürgermeister der Bürgermeisterei Karnap. Dabei trug er entscheidend dazu bei, dass Karnap nicht mit Gladbeck vereinigt wurde. Von 1929 an war er Stadtverordneter der Stadt Essen, bis die Versammlung am 4. Februar 1933 aufgelöst wurde.
Carl Hold wurde auf dem Friedhof Bredeney in Essen beigesetzt.

## Ehrungen
1922 wurde Carl Hold die Ehrenbürgerwürde der Technischen Hochschule Berlin verliehen, 1923 wurde er Ehrendoktor dieser Hochschule. 1928 ernannten ihn die Bergakademie Clausthal sowie die Technische Hochschule Berlin zum Ehrensenator.